# Голубев, Александр Афанасьевич
Алекса́ндр Афана́сьевич Го́лубев (20 февраля 1925 — 25 декабря 2004) — советский педагог — отличник народного образования, краевед Липецкой области, участник Великой Отечественной войны.

## Биография
Родился в селе Васильевка Тербунского района Орловской губернии (ныне Липецкой области).
- Отец — Афанасий Иванович Голубев
- Мать — Федосья Григорьевна Голубева

В 1939 году окончил Васильевскую семилетнюю школу. Учился в Борковской Школе Коммунистической Молодежи, но не окончил — в октябре 1941 года занятия были прекращены в связи с приближением линии фронта, после чего работал на сооружении противотанковых рвов. По заданию РК ВЛКСМ работал инспектором Тербунского райсобеса. После мобилизации в конце июня 1942 направлен курсантом в полковую школу при 181-м запасном стрелковом полку, по окончании которой направлен в Ленинградское ордена Ленина Краснознаменное артиллерийское училище (Ижевск).
В 1943 году добровольно ушёл на фронт. С 73-й артиллерийской дивизией участвовал в боях на Ленинградском, 1-м и 2-м Прибалтийских фронтах. После окончания войны с Германией воевал с японскими войсками в составе 2-го Дальневосточного фронта.
После войны А. А. Голубев служил на Камчатке, где окончил Петропавловское-на-Камчатке педагогическое училище. В сентябре 1950 года приступил к учительской работе в Тербунской средней школе. В 1950 году окончил исторический факультет Елецкого педвуза, а в 1959 году — факультет русского языка и литературы Московского пединститута.
В 1970 году «В Тербунской средней школе создал и возглавил один из лучших народных музеев».
Открытие музея состоялось 20 апреля 1970 года. В настоящий момент в музее насчитывается около трёх тысяч экспонатов, образовавших собой экспозиции:
- Природа края;
- Седая старина;
- Эпоха крепостничества;
- 1905-год;
- За власть Советов;
- Гражданская война;
- Коллективизация;
- Наш край в годы Великой Отечественной войны;
- Восстановление и развитие края;
- Годы перестройки и реформ;
- История школ края.

С 1987 года Александр Афанасьевич работал председателем районного совета ветеранов войны и труда.

## Работы
- «Краткая история Липецкого края» (1979) в соавторстве;
- «Своя Область» (методические рекомендации по экологии для учителей Липецкой области, 1988 год);
- «Край родной» (учебное пособие для учителей истории воловских, долгоруковских и тербунских школ, 1999 год);
- «Это нужно живым» (2004)
- «Поиск продолжается» (2005)
- опубликовано свыше 200 статей в районных газетах.

## Награды
- Орден Отечественной войны II степени
- Орден «Знак Почёта»
- Медаль ордена «За заслуги перед Отечеством» II степени (20 января 1996) — за заслуги перед государством и многолетний добросовестный труд[2]
- Медаль «За боевые заслуги»
- Медаль «За победу над Германией в Великой Отечественной войне 1941—1945 гг.»
- Медаль «За победу над Японией»
- «Отличник просвещения»
- «Золотая медаль» Российского фонда мира
- За многолетнюю краеведческую работу награждён несколькими грамотами и дипломами